# 劉澤鋒

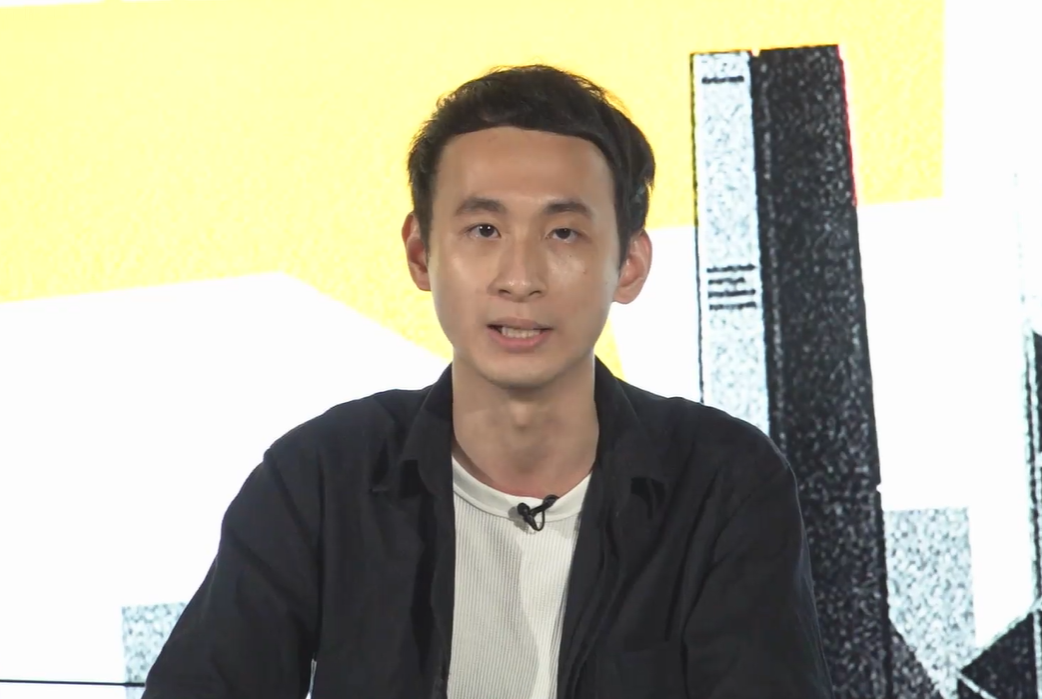
劉澤鋒出席2020年立法會選舉民主派初選辯論

劉澤鋒（英語：Nathan Lau，1996年10月11日—），香港社運人士，前學聯抗爭者支援基金主席，前樹仁大學學生會會長。2021年1月6日因早前參與立法會民主派初選涉嫌違犯中華人民共和國香港特別行政區維護國家安全法而被捕，2月底一直還押至2025年7月28日出獄。

## 生平
2017年，劉澤鋒當選樹仁大學學生會會長及擔任學聯常委。任內，學聯抗爭者支援基金成立。
2018年至2019年，劉澤鋒於擔任學聯常委期間，以連續兩年擔任學聯抗爭者支援基金主席而成名。